# Jaime Lorente
Jaime Lorente, född 12 december 1991, är en spansk skådespelare.
Lorente har bland annat medverkat i TV-serierna La casa de papel, Elitskolan och Järnhanden.

## Filmografi (i urval)
- 2017–2021 – La casa de papel (TV-serie)
- 2018–2020 – Elitskolan (TV-serie)
- 2024 – Järnhanden (TV-serie)